# Duncanville
Duncanville és una població dels Estats Units a l'estat de Texas. Segons el cens del 2008 tenia 42.500 habitants.

## Demografia
Segons el cens del 2000, Duncanville tenia 36.081 habitants, 12.896 habitatges, i 10.239 famílies. La densitat de població era de 1.233,9 habitants/km².
Dels 12.896 habitatges en un 38,4% hi vivien nens de menys de 18 anys, en un 59,3% hi vivien parelles casades, en un 16,1% dones solteres, i en un 20,6% no eren unitats familiars. En el 17,6% dels habitatges hi vivien persones soles el 5,7% de les quals corresponia a persones de 65 anys o més que vivien soles. El nombre mitjà de persones vivint en cada habitatge era de 2,79 i el nombre mitjà de persones que vivien en cada família era de 3,15.
Per edats la població es repartia de la següent manera: un 28,1% tenia menys de 18 anys, un 8,5% entre 18 i 24, un 27,7% entre 25 i 44, un 26,1% de 45 a 60 i un 9,6% 65 anys o més.
L'edat mediana era de 36 anys. Per cada 100 dones de 18 o més anys hi havia 85 homes.
La renda mediana per habitatge era de 51.654$ i la renda mediana per família de 57.064$. Els homes tenien una renda mediana de 39.199$ mentre que les dones 30.145$. La renda per capita de la població era de 22.924$. Aproximadament el 3,9% de les famílies i el 6,1% de la població estaven per davall del llindar de pobresa.

## Poblacions més properes
El següent diagrama mostra les poblacions més properes.